# Waldfeucht
Waldfeucht é um município da Alemanha, localizado no distrito de  Heinsberg, Renânia do Norte-Vestfália.